# 広島電鉄600形電車 (2代)
広島電鉄600形電車（ひろしまでんてつ600かたでんしゃ）は、1977年に西鉄北九州線から移籍、在籍中の広島電鉄の路面電車車両である。西鉄北九州線時代は、北九州線500形電車を、初代600形については広島電鉄600形電車 (初代)を参照のこと。

## 概要
1976年の西鉄福岡市内線路線縮小に伴うワンマンカーの移籍、また車長が長い関係でワンマンカーへの改造対象から外れていた500形のうち、3両が広電に移籍された。本形式が導入された事情として、1975年に千田車庫の火災で廃車になった車両が発生し、その不足分を補う目的、ワンマンカー化の推進の目的で導入された。
移籍の際の改造点は、西鉄時代の折戸両端扉を引戸前中扉に変更した上でワンマンカー化。細部は正面中央窓の固定、ライト取替えなど行われている。改造内容は他の形式と比較して相当多い。塗装は西鉄北九州線色と一般には言われているが、入線時はむしろ旧大阪市電色に近いような色で、明らかに西鉄色とは異なっていた。
1983年に601（初代）が交通事故に巻き込まれ、同年の10月に廃車され603が601（2代目）に改番。それ以外の車両は1984年4月に三菱電機の直流交流変換駆動方式（三菱MDA方式）CU77A集中型（21,000kcal/h×1）による冷房改造、方向幕の大型・電動化、台車を入線時に着けていたK-10型を大阪市電型に交換が行われた。
その後も運用されたが、601（2代目）は不具合が多く乗務員から不評で、2001年に廃車。現在は602のみが朝のラッシュ時に活躍しているが稼働率が極めて低い。一説には車体前後が絞られているため、他形式に比べ後方監視に支障があるといわれている。旧型各形式の淘汰が進む中、残る1両についても動向が注目されている。

## 各車状況
| 車番（広電）      | 車番（西鉄） | 竣工（西鉄） | 竣工（広電）  | 冷房改造      | 所属車庫           | 備考                                          |
| ----------------- | ------------ | ------------ | ------------- | ------------- | ------------------ | --------------------------------------------- |
| 601（初代）       | 501          | 1948年10月   | 1977年2月15日 | 未実施        | 1983年10月31日廃車 | 事故で廃車                                    |
| 602               | 502          | 1948年10月   | 1977年2月15日 | 1984年4月24日 | 江波車庫所属       | 2023年1月にパンタグラフがシングルアームに改造 |
| 603→ 601（2代目） | 504          | 1948年10月   | 1977年2月15日 | 1984年4月24日 | 2001年2月24日廃車  | 1983年に改番                                  |